# Aïn Roua
Ain Roua là một đô thị thuộc tỉnh Sétif, Algérie. Dân số thời điểm năm 2002 là 11.454 người.